# Damien Boudjemaa
Damien Boudjemaa (n. 7 iunie 1985, Paris, Franța) este un fotbalist francez, care evoluează pe postul de aripă dreapta la clubul din Championnat National 2, US Lusitanos Saint-Maur[*].

## Palmares
Petrolul Ploiești
- Cupa României (1): 2012-13

Astra Giurgiu
- Liga I (1): 2015-16